# Triaspis
A Triaspis a Malpighiales rendjébe és a malpighicserjefélék (Malpighiaceae) családjába tartozó nemzetség.

## Rendszerezés
A nemzetségbe az alábbi 15 faj tartozik:
- Triaspis auriculata Radlk.
- Triaspis emarginata De Wild.
- Triaspis erlangeri Engl.
- Triaspis glaucophylla Engl.
- Triaspis hypericoides Burch.
- Triaspis lateriflora Oliv.
- Triaspis letestuana Launert
- Triaspis macropteron Welw. ex Oliv.
- Triaspis mooreana Exell & Mendonça
- Triaspis mozambica A. Juss.
- Triaspis niedenzuiana Engl.
- Triaspis odorata (Willd.) A.Juss.
- Triaspis sapinii De Wild.
- Triaspis schliebenii A. Ernst
- Triaspis stipulata Oliv.